# Бурже (летище)
Летище Бурже или Летище Льо Бурже (на френски: Aéroport de Paris – Le Bourget) с авиационни кодове LBG или LFPB е сред 3-те най-големи летища на Париж.
Отворено е за местни и интернационални търговски (бизнес) полети и за авиошоута. Разположено е на 13 километра североизточно от Париж на площ от 550 хектара. Летището започва да функционира през 1919 г., като е първото и единственото до построяването на летище Орли през 1932 г.
На 25 юни 1940 г. Адолф Хитлер започва единствената си обиколка на Париж от летище Бурже.